# Poya
Poya, pleme američkih Indijanaca porodice Chon nastanjeno nekada u području jezera Nahuel Huapi, odnosno u čileanskim provincijama Llanquihue i Palena i istočno i južno od jezera Nahuel Huapi u argentinskim pokrajinama Chubut i Río Negro. Poye čine dio Sjevernih Tehuelcha (Gennakenk) i kao i njihovi susjedi Puelche bili izvrsni lovci, uglavnom na gvanaka, pticu nandu i andskog huemul jelena (Hippocamelus bisulcus). Ovaj kraj oni nastavaju tisućama godina, žive kao nomadi a temeljna jedinica socijalne organizacije je obitelj. Opise života ovih ljudi dao je Juan Fernandez koji 1620. prelazi planine i dolazi na Nahuel Huapi. Pedeset godina kasnije (1670.) Nicolás Mascardi započet će s pokrštavanjem Indijanaca ali proučava i njihove jezike, te ustanovljava da poya jezik ima dva dijalekta. Pojavom konja u 17. stoljeću oni će nestati u miješanju s Mapuche Indijancima. 

## Vanjske poveznice
- Poyas